# Anau-Namazgacultuur
De Anau-Namazgacultuur was een oude agrarische beschaving in Centraal-Azië, met als middelpunt het zuiden van Turkmenistan. Het begon tijdens de kopertijd rond 4000 v.Chr., na de neolithische Jeýtuncultuur. Het is vernoemd naar de belangrijkste sites Anau (ook geschreven als Änew) en Namazga in Turkmenistan.
Aardewerk vergelijkbaar met dat van Anau (de vroegste Anau IA-fase) is gevonden tot aan Shir Ashian Tepe in de provincie Semnan in Iran.